# Iontha acerces
Iontha acerces là một loài bướm đêm trong họ Noctuidae.